# Graphogaster inflata
Graphogaster inflata là một loài ruồi trong họ Tachinidae.